# Пекка Мар'ямякі
Пекка Мар'ямякі (фін. Pekka Marjamäki, 18 грудня 1947, Тампере — 10 травня 2012, Тампере) — фінський хокеїст, що грав на позиції захисника. Грав за збірну команду Фінляндії.

## Ігрова кар'єра
Професійну хокейну кар'єру розпочав 1964 року.
Протягом професійної клубної ігрової кар'єри, що тривала 21 рік, захищав кольори команди «Таппара» та один сезон провів у складі ГВ-71.
Виступав за збірну Фінляндії.
У 1990 Пекка прийнятий до слави залу фінського хокею, а 1998 до зали слави ІІХФ.

## Нагороди та досягнення
- Чемпіон Швеції в складі «Таппара» — 1975, 1977, 1979, 1982, 1984.
- Гравець року в Фінляндії — 1975.
- Найкращий захисник чемпіонату світу — 1975.

## Смерть
Повернувшись додому з супермаркету 7 травня 2012 року, у Мар’ямякі стався серцевий напад. Він був госпіталізований та помер у відділенні інтенсивної терапії лікарні Тампере 10 травня.